# Bird on 52nd St.
Bird on 52nd St. es un álbum en directo del saxofonista de jazz Charlie Parker, originalmente publicado en 1957 a través del sello Jazz Workshop. Fue grabado en 1948 en el Onyx Club de Nueva York con una grabadora doméstica. A pesar de ser restaurado y remasterizado en 1994, sigue siendo bastante problemático por contener continuos ruidos y zumbidos; además de varias pistas cortadas.

## Lista de canciones
1. "52nd Street Theme" (Thelonious Monk) - 2:19
2. "Shaw 'Nuff" (Ray Brown, Gil Fuller, Dizzy Gillespie) - 1:33
3. "Out of Nowhere" (Johnny Green, Edward Heyman) - 3:05
4. "Hot House" (Tadd Dameron) - 2:15
5. "This Time the Dream's on Me" (Harold Arlen, Johnny Mercer) - 2:21
6. "A Night in Tunisia" (Dizzy Gillespie) - 3:29
7. "My Old Flame" (Sam Coslow, Arthur Johnston) - 3:24
8. "52nd Street Theme" - 1:05
9. "The Way You Look Tonight" (Jerome Kern, Dorothy Fields) - 4:42
10. "Out of Nowhere" - 2:35
11. "Chasin' the Bird" (Parker) - 1:47
12. "This Time the Dreams's on Me" - 3:29
13. "Dizzy at Atmosphere" (Gillespie) - 2:59
14. "How High the Moon" (Nancy Hamilton, Morgan Lewis) - 3:38
15. "52nd Street Theme" - 1:14

## Personal
- Charlie Parker - saxofón alto
- Miles Davis - trompeta
- Duke Jordan - piano
- Tommy Potter - bajo
- Max Roach - batería

- Datos: Q2904425